# XXXIV LCFA Senior
La XXXIV LCFA Senior è la 34ª edizione del campionato di football americano, organizzato dalla FCFA.
I Lliçà de Vall Panthers si sono ritirati dopo la terza giornata e i loro risultati sono stati annullati.

## Squadre partecipanti
| Club                   | Città                  | Stadio | Sponsor ufficiale | Risultato nella stagione 2020 |
| ---------------------- | ---------------------- | ------ | ----------------- | ----------------------------- |
| Argentona Bocs         | Argentona              |        |                   |                               |
| Barcelona Búfals       | Barcellona             |        |                   |                               |
| Barcelona Pagesos      | Barcellona             |        |                   |                               |
| Barcelona Uroloki      | Barcellona             |        |                   |                               |
| Ducs Football          | Castell-Platja d'Aro   |        |                   |                               |
| Lliçà de Vall Panthers | Lliçà de Vall          |        |                   |                               |
| Reus Imperials         | Reus                   |        |                   |                               |
| Riudoms Rebels         | Riudoms                |        |                   |                               |
| Terrassa Reds          | Terrassa               |        |                   |                               |
| Vilafranca Eagles      | Vilafranca del Penedès |        |                   |                               |

## Stagione regolare

### Calendario

#### 1ª giornata
| 16 gennaio 2022, ore 11:30 | Vilafranca Eagles | 6 – 26 referto | Barcelona Búfals |  |

| 16 gennaio 2022, ore 12:00 | Terrassa Reds | 8 – 0 referto | Riudoms Rebels |  |

| 16 gennaio 2022, ore 16:30 | Barcelona Uroloki | 41 – 7 referto | Reus Imperials |  |

| 16 gennaio 2022, ore 17:00 | Argentona Bocs | 19 – 8 referto | Barcelona Pagesos |  |

| 16 gennaio 2022, ore 17:00 | Ducs Football | 39 – 0 referto | Lliçà de Vall Panthers |  |

#### 2ª giornata
| 29 gennaio 2022, ore 17:00 | Riudoms Rebels | 0 – 0 referto | Ducs Football |  |

| 29 gennaio 2022 | Lliçà de Vall Panthers | 0 – 1 (a tavolino, sub judice) referto | Barcelona Uroloki |  |

| 30 gennaio 2022, ore 11:00 | Reus Imperials | 27 – 0 referto | Vilafranca Eagles |  |

| 30 gennaio 2022, ore 12:00 | Barcelona Búfals | 3 – 12 referto | Argentona Bocs |  |

| 30 gennaio 2022, ore 17:00 | Barcelona Pagesos | 0 – 0 referto | Terrassa Reds |  |

#### 3ª giornata
| 12 febbraio 2022, ore 18:30 | Argentona Bocs | 19 – 0 referto | Reus Imperials |  |

| 13 febbraio 2022, ore 12:00 | Terrassa Reds | 7 – 2 referto | Ducs Football |  |

| 13 febbraio 2022, ore 14:45 | Barcelona Búfals | 10 – 8 referto | Barcelona Pagesos |  |

| 13 febbraio 2022, ore 16:30 | Barcelona Uroloki | 27 – 0 referto | Riudoms Rebels |  |

| 13 febbraio 2022, ore 17:00 | Vilafranca Eagles | 12 – 0 referto | Lliçà de Vall Panthers |  |

#### 4ª giornata
| 26 febbraio 2022, ore 17:00 | Riudoms Rebels | 15 – 0 referto | Vilafranca Eagles |  |

| 26 febbraio 2022 | Lliçà de Vall Panthers | - – - referto | Argentona Bocs |  |

| 27 febbraio 2022, ore 11:00 | Reus Imperials | 0 – 34 referto | Barcelona Pagesos |  |

| 27 febbraio 2022, ore 12:00 | Terrassa Reds | 6 – 13 referto | Barcelona Búfals |  |

| 27 febbraio 2022, ore 17:00 | Ducs Football | 0 – 28 referto | Barcelona Uroloki |  |

#### 5ª giornata
| 13 marzo 2022, ore 12:00 | Barcelona Pagesos | - – - referto | Lliçà de Vall Panthers |  |

| 13 marzo 2022, ore 13:45 | Barcelona Búfals | 19 – 15 referto | Reus Imperials |  |

| 13 marzo 2022, ore 16:30 | Barcelona Uroloki | 20 – 6 referto | Terrassa Reds |  |

| 13 marzo 2022, ore 17:00 | Vilafranca Eagles | 0 – 7 referto | Ducs Football |  |

| 13 marzo 2022, ore 17:30 | Argentona Bocs | 0 – 14 referto | Riudoms Rebels |  |

#### 6ª giornata
| 26 marzo 2022 | Lliçà de Vall Panthers | - – - referto | Barcelona Búfals |  |

| 26 marzo 2022, ore 19:00 | Terrassa Reds | 24 – 7 referto | Reus Imperials |  |

| 27 marzo 2022, ore 16:00 | Barcelona Uroloki | 65 – 13 referto | Vilafranca Eagles |  |

| 27 marzo 2022, ore 17:00 | Ducs Football | 0 – 15 referto | Argentona Bocs |  |

| 27 marzo 2022, ore 17:00 | Riudoms Rebels | 0 – 7 referto | Barcelona Pagesos |  |

#### 7ª giornata
| 9 aprile 2022, ore 16:00 | Reus Imperials | - – - referto | Lliçà de Vall Panthers |  |

| 10 aprile 2022, ore 12:00 | Barcelona Pagesos | 26 – 0 referto | Ducs Football |  |

| 10 aprile 2022, ore 12:15 | Barcelona Búfals | 20 – 0 referto | Riudoms Rebels |  |

| 10 aprile 2022, ore 17:00 | Argentona Bocs | 7 – 30 referto | Barcelona Uroloki |  |

| 10 aprile 2022, ore 17:00 | Vilafranca Eagles | 0 – 20 referto | Terrassa Reds |  |

#### 8ª giornata
| 24 aprile 2022, ore 11:30 | Vilafranca Eagles | – referto | Argentona Bocs |  |

| 24 aprile 2022, ore 12:00 | Terrassa Reds | - – - referto | Lliçà de Vall Panthers |  |

| 24 aprile 2022, ore 16:00 | Barcelona Uroloki | – referto | Barcelona Pagesos |  |

| 24 aprile 2022, ore 17:00 | Ducs Football | – referto | Barcelona Búfals |  |

| 24 aprile 2022, ore 17:00 | Riudoms Rebels | – referto | Reus Imperials |  |

#### 9ª giornata
| 7 maggio 2022 | Lliçà de Vall Panthers | - – - referto | Riudoms Rebels |  |

| 8 maggio 2022, ore 11:00 | Reus Imperials | – referto | Ducs Football |  |

| 8 maggio 2022, ore 12:00 | Barcelona Pagesos | – referto | Vilafranca Eagles |  |

| 8 maggio 2022, ore 12:00 | Barcelona Búfals | – referto | Barcelona Uroloki |  |

| 8 maggio 2022, ore 17:00 | Argentona Bocs | – referto | Terrassa Reds |  |

### Classifica
La classifica della regular season è la seguente:
- PCT = percentuale di vittorie, G = partite giocate, V = partite vinte,  P = partite perse, PF = punti fatti, PS = punti subiti

| Pos. | Squadra                | PCT   | G | V | N | P | PF  | PS  |
| ---- | ---------------------- | ----- | - | - | - | - | --- | --- |
| 1    | Barcelona Uroloki      | 1.000 | 6 | 6 | 0 | 0 | 211 | 33  |
| 3    | Barcelona Búfals       | .833  | 6 | 5 | 0 | 1 | 91  | 47  |
| 2    | Argentona Bocs         | .667  | 6 | 4 | 0 | 2 | 72  | 55  |
| 4    | Terrassa Reds          | .643  | 7 | 4 | 1 | 2 | 71  | 42  |
| 5    | Barcelona Pagesos      | .583  | 6 | 3 | 1 | 2 | 83  | 29  |
| 6    | Riudoms Rebels         | .357  | 7 | 2 | 1 | 4 | 29  | 62  |
| 7    | Ducs Football          | .250  | 6 | 1 | 1 | 4 | 9   | 76  |
| 8    | Reus Imperials         | .166  | 6 | 1 | 0 | 5 | 56  | 137 |
| 9    | Vilafranca Eagles      | .000  | 6 | 0 | 0 | 6 | 19  | 160 |
| -    | Lliçà de Vall Panthers | .000  | 3 | 0 | 0 | 3 | 0   | 52  |

## Playoff

### Tabellone
|  | Semifinali | Semifinali | Semifinali |  |  | XXXIV Final de la LCFA | XXXIV Final de la LCFA | XXXIV Final de la LCFA |  |
|  |            |            |            |  |  |                        |                        |                        |  |
|  | 1          | TBD        |            |  |  |                        |                        |                        |  |
|  | 1          | TBD        |            |  |  |                        |                        |                        |  |
|  | 4          | TBD        |            |  |  |                        |                        |                        |  |
|  | 4          | TBD        | TBD        |  |  |                        |                        |                        |  |
|  |            |            |            |  |  |                        |                        |                        |  |
|  |            |            | TBD        |  |  |                        |                        |                        |  |
|  | 2          | TBD        |            |  |  |                        |                        |                        |  |
|  | 2          | TBD        |            |  |  |                        |                        |                        |  |
|  | 3          | TBD        |            |  |  |                        |                        |                        |  |

### Semifinali
| 2022 | TBD | – | TBD |  |

| 2022 | TBD | – | TBD |  |

### XXXIV Final de la LCFA
| 2022 | TBD | – | TBD |  |

## Verdetti
- TBD Campioni della LCFA